# Jukka Lehtonen
Jukka Lehtonen, född 22 februari 1982 i Rantasalmi, Finland, är en volleybollspelare och -tränare. Han avslutade sin spelarkarriär 2019, då han övergick till att arbeta som tränare. Han var en del av Finlands landslag och spelade under sin karriär 200 landskamper. Han var lagkapten för landslaget 2009-2011. Han spelade med klubbar i Finland, Tyskland, Grekland, Italien, Frankrike och Schweiz under sin karriär. Med klubbarna vann han finska mästerskapet två gånger (2007 och 2008) och schweiziska mästerskapet två gånger (2013 och 2014). Han ingick i ledarstaben för Sveriges damlandslag i volleyboll under Lauri Hakalas tid som förbundskapten och ersatte honom vid EM 2023.

## Spelarkarriär
Lehtonen började spela volleyboll som barn (1989) i det lokala laget Rantasalmen Urheilijoissa. Säsongen 1999–2000 spelade han i Finlands tredje högsta serienivå i Pieksämäen Tsempissä. Efter två år där flyttade Lehtonen till Tyskland för spel med TSV Bad Saulgau i 2. Volleyball-Bundesliga (den näst högsta serien). Han stannade där i ett år innan han återvände till Finland och spel med först Savonlinnan East Volley (2002-2004) och sedan Napapiirin Palloketut (2004-2008) De två sista åren vann de mästerskapet och Lehtonen spelade en viktig roll.
Han lämnade Finland för spel i först Grekland (med Aris Thessaloniki 2008/2009) och sedan Italien (med Porto Ravenna Volley 2009/2010, som då spelade i Serie A2 (volleyboll, herrar)). Därefter skrev han kontrakt med LP Etta i finska ligan, men spelade bara en match innan han gick över till franska Ligue A-laget GFC Ajaccio. Därpå följd en ny sejour i italienska serie A2, nu med Pallavolo Città di Castello. Efter tiden där fortsatte Lehtonen till Schweiz och spel med Pallavolo Lugano, med vilka han blev schweizisk mästare två gånger. Han återvände till Finland 2014 för spel med först LEKA Volley (2014-2018) och sedan Savo Volley innan han avslutade sin spelarkarriär.
Lehtonen debuterade i landslaget 2006 och blev lagkapten 2009. Han tog över rollen som lagkapten från Tuomas Sammelvuo då denne slutade med landslagsspel. Då Sammelvuo återvände till landslaget 2011 återtog han även rollen som lagkapten. Han deltog med landslag i bland annat VM 2014 och EM 2009, 2011, 2013 och 2015.

## Tränarkarriär
Efter spelarkarriären har Lehtonen varit tränare i Finland och Sverige. I Finland har han tränat damlagen Puijo Wolley (2019-2022) och Woman Volley (2023-). I Sverige tränade han Sollentuna VK (både dam och herrlaget) 2022/2023. Han är assisterande förbundskapten för Sveriges damlandslag och ledde landslaget vid EM 2023 då förbundskapten Lauri Hakala (som Lehtonen vid flera tillfällen under sin karriär spelat tillsammans med) fått förhinder. Sedan 2023 tränar han Woman Volley i Finland.